# Santa Isabel Ishuatán
Santa Isabel Ishuatán es un distrito del municipio de Sonsonate Este en el departamento de Sonsonate en El Salvador, cuenta con una población de 10 313 habitantes según el censo de población de 2024.
| Censo | Población | Cambio | Porcentaje |
| ----- | --------- | ------ | ---------- |
| 2007  | 10 241    | N/D    | N/D        |
| 2024  | 10 313    | 72     | 0.7%       |

## Historia
En 1550 tenía unos 150 habitantes. En 1698 pasó por el pueblo de Zapotán fray Mateo de San Esteban, guardián y visitador general de la Orden de San Francisco, quien inauguró y bendijo la iglesia de esta población. En 1740, según el alcalde mayor de San Salvador don Manuel de Gálvez Corral, Santa Isabel Zapotán, que con tal denominación era conocida esta población, tenía 25 indios tributarios o jefes de familia, o sea alrededor de 125 almas, sus actividades económicas eran el cultivo de maíz, algodón, bálsamo y cacao y la crianza de gallinas. Conforme los autos de visita de monseñor Pedro Cortés y Larraz, en 1770 era Zapotán pueblo anejo del curato de Guaymoco (hoy Armenia) y su población estaba representada por 167 personas distribuidas en 26 familias. En 1786 ingresó en el partido de Opico. "Pueblo de indios" lo llamaba en 1807 el corregidor intendente don Antonio Gutiérrez y Ulloa.

### Pos-independencia
El 12 de junio de 1824 quedó incluido en el distrito de Opico y departamento de San Salvador. En 1831 el agrimensor don Manuel Martínez Portillo hizo la medición de los terrenos ejidales de este pueblo, que abarcaron un área de 6 leguas cuadradas. Por Ley de 22 de mayo de 1835, el pueblo de Zapotitán (o Zapotán) quedó incorporado en el distrito de Quezaltepeque y departamento de Cuscatlán. Volvió a ser pueblo del distrito de Opico, en el mismo departamento de Cuscatlán, por Ley de 30 de julio de 1836. Por Decreto Ejecutivo de 30 de septiembre de 1836, el pueblo de Zapotán fue incorporado en el distrito de Izalco y departamento de Sonsonate, a los que pertenece desde entonces.
En la Ley de 8 de febrero de 1855, que divide el departamento de Sonsonate en los de este nombre y Santa Ana, se menciona el pueblo de Zapotán como municipio del primero de estos departamentos. En un informe municipal de esta población, de 6 de diciembre de 1859, aparece con el nombre de Ixhuatán y con una población de 328 almas. "Hay una escuela de primeras letras -dice ese documento y tiene doce niños, tres escribiendo, y su preceptor pagado por los fondos municipales. La población tiene ochenta casas, todas pajizas y no hay ninguna de particular que pueda llamar la atención". Afirma ese documento, que "el número de palos de bálsamo, que están dando su fruto asciende por un cálculo aproximado a 2,209, que producen en cada apiado como llaman los indígenas, 210 libras, lo que verifican cada ocho días, de suerte que en el mes son cuatro apiadas 'y resultan de libras al mes 840 libras, el que se vende a buen precio". Ningún documento explicativo del porqué del cambio de nombre, de Zapotán a Ixhuatán en el lapso de 1855 a 1859, hemos podido localizar.
En 1890 tenía 980 habitantes. Por Ley de 25 de abril de 1898, el pueblo de Ixhuatán fue incluido en el área del distrito judicial de Armenia.
A pedimento de la municipalidad de Ixhuatán y durante la administración del general Salvador Castaneda Castro, se emitió el Decreto Legislativo de 12 de noviembre de 1948, por el que se decretó que la población de Ishuatán, en el departamento de Sonsonate, se denominará oficialmente, en lo sucesivo, Santa Isabel Ishuatán.

## Toponimia
Su nombra honra a Santa Isabel, santa de la Iglesia católica, y Ishuatán por la palabra de «Isguatlán» que proviene del náhuatl y significa «Lugar de Hojas».